# Delmore Schwartz
Delmore Schwartz, född 8 december 1913 i Brooklyn, död 11 juli 1966 i New York, var en amerikansk poet och novellförfattare.

## Biografi
Schwartz studerade vid Columbia University och New York University, där han avlade fil.kand. i filosofi 1935. Han debuterade 1938 med diktsamlingen In Dreams Begin Responsibilities, som hyllades av framstående amerikanska modernister som T.S. Eliot, William Carlos Williams och Ezra Pound. Särskild uppmärksamhet väckte den långa dikten "Genesis" från 1943. Dikten skildrar en rysk-judisk amerikan i New York samt dennes livsutveckling, och är delvis självbiografisk; Schwartz var av rumänsk-judiskt ursprung. Andra kända verk av Schwartz är novellsamlingen The World Is A Wedding (1948) och den prisbelönade diktsamlingen Summer Knowledge (1959). Hans kritiska arbeten samlades postumt i Selected Essays (1970). 1943–1946 och 1947–1955 var Schwartz redaktör för kulturtidskriften Partisan Review.
Saul Bellows roman Humboldts gåva från 1975 skildrar dennes vänskap med Schwartz. Rockmusikern Lou Reed, som undervisades av Schwartz på Syracuse University i sin ungdom, skrev flera låtar om honom.